# Onze Lieve Vrouw ter Staats
Onze Lieve Vrouw ter Staats is de naam van een verschijnsel dat eind jaren 80 van de 20e eeuw waargenomen zou zijn op het Van Limburg Stirumplein in de Amsterdamse Staatsliedenbuurt, tegenwoordig deel van het stadsdeel West. Het zou een aantal Mariaverschijningen betroffen hebben.

## De gebeurtenis
Een drietal stamgasten zouden op 3 april 1987 om 23h45 sterke rukwinden hebben waargenomen naast het terras van café Tramlijn Begeerte en vervolgens een groenachtige gloed, op een aantal meter afstand van de daar aanwezige coffeeshop. Dit laatste zou zijn beschreven in een blad als: Highest Magazine, enig en onafhankelijk shit-blad voor blowend nederland. In de groenige gloed zou dan een zwevende vrouwenfiguur zichtbaar zijn geworden. Eerst dacht het drietal aan iets onmogelijks, vervolgens aan een laserprojectie, en ten slotte verdween de verschijning.
Op 7 mei 1987 om 23h40 ontsprong er plots een wonderbare bron in de kelder van voornoemd café. De nuchtere eigenaar van dit etablissement dacht eerst aan een lekkage, waarop een loodgieter en Gemeentewerken werd gebeld, welke instanties echter niets konden ontdekken. Opnieuw was het drietal op die dag getuige van een verschijning.
Op 5 juni 1987 om 23h30 was er opnieuw een verschijning, waarvan een tiental mensen getuige waren en op 28 oktober 1987 was er opnieuw een dergelijke gebeurtenis. Blijkbaar was deze vooraf aangekondigd, want het terras van café Tramlijn Begeerte zat de hele dag al vol met honderden nieuwsgierigen. Vier dagen hierna begon zich het Comité Maria de buurt uit te roeren, dat zowaar een ingezonden brief naar het toen reeds kwijnende communistische dagblad De Waarheid zond. Dit comité werd overigens later ontmaskerd als een door de grappenmakers zelf gefingeerde organisatie.
Ook van tevoren vast stond de vijfde verschijning, die plaatsvond op 12 februari 1988 om 23h15. Deze was reeds op 6 november 1987 in het dagblad De Telegraaf aangekondigd. Kaarsen en een half olievat met olijfhout uit Getsemane flankeerden de gebeurtenis. Velen namen een groenachtig schijnsel waar hetgeen zelfs fotografisch vastgelegd zou zijn.
Dit alles werd begeleid door de volgende tekst: Een bezoek aan café Tramlijn Begeerte is zeker de moeite waard, achter in het café is een bepaalde warmte waarneembaar. De bron bevindt zich in de kelder maar is helaas niet voor pelgrims toegankelijk!

## De nasleep
Door de grappenmakers werd een zogenaamd onafhankelijke organisatie opgericht om de echtheid van de verschijningen te onderzoeken, het Comité-Generaal Onze Lieve Vrouw ter Staats, dat reeds op 10 april 1987 het licht zag. Ook kwam er een tijdschrift, de Mariabode, dat er redelijk professioneel uitzag. Er verschenen gefingeerde advertenties en ingezonden brieven in tijdschriften waarin sprake was van wonderbaarlijke genezingen, en nep-berichten waarbij de aanwezigheid ter plaatse van bisschop Gijsen van Roermond werd gemeld. Voorts verschenen er nep-berichten die uit de conservatief-katholieke hoek afkomstig leken te zijn en een onderzoek door Vaticaanse instanties eisten. In 1989 werd op het trottoir een herinneringstegel aangebracht die in 1993 door "tegenstanders" met beton zou zijn bedekt. Bij een herprofilering van het plein zou ze onder een glasplaat worden gelegd, maar de tegel werd daarop ontvreemd.
Door een wirwar aan nep-berichten en gefingeerde protesten werd de schijn gewekt dat de Rooms-Katholieke Kerk, of op zijn minst conservatieve stromingen binnen deze Kerk, erop uit waren om een officieel onderzoek naar genoemde gebeurtenissen te starten. Dit onderzoek is er echter nooit gekomen. Wél is er onderzoek verricht door een aantal journalisten en door het in volkenkunde gespecialiseerde Meertens Instituut.
In 1994 verscheen in het weekblad HP/De Tijd een ontluisterend artikel over de gang van zaken rond deze verschijningen. Ook onderzoekers van het Meertens Instituut kwamen met een vernietigend relaas dat samengevat werd in de tekst: Een als gimmick bedachte Mariaverschijning in de Amsterdamse Staatsliedenbuurt heeft dankzij een semiprofessioneel doorgevoerde ondersteuning van de bedenker (krantenberichten, eigen tijdschriftje) vorm gekregen in een zekere verering, tijdelijk gepraktiseerd door enkele niet nader op de hoogte gebrachte katholieken.